# Musée municipal des Beaux-Arts de Santa Cruz de Tenerife
Le musée municipal des Beaux-Arts de Santa Cruz de Tenerife, en espagnol Museo Municipal de Bellas Artes de Santa Cruz de Tenerife, est un musée des beaux-arts situé dans la ville de Santa Cruz de Tenerife (îles Canaries, Espagne).

## Histoire
L'origine du musée remonte à 1840 lorsque la mairie accepte de réaliser des locaux pour conserver les drapeaux pris à la Royal Navy lors de la bataille contre Horatio Nelson en 1797. Le bâtiment de style classique est construit au début de 1929 par l'architecte Eladio Laredo.

## Collections
Le musée composé de quatorze salles comporte, en plus de son fonds propre, un dépôt d'œuvres du musée du Prado de Madrid. Il abrite une collection d'art allant de la peinture flamande du XVIe  à la peinture du  XXe siècle, une exposition de sculpture et d'arts mineurs. Ses œuvres les plus remarquables sont le Triptyque de Nava y Grimón du peintre flamand Pieter Coecke van Aelst, L'Expulsion des marchands du temple et L'Entrée du Christ à Jérusalem du peintre canarien Juan de Miranda (es), l'Immaculée baroque de Gaspar de Quevedo (es), le Saint André et le Saint Joseph de José de Ribera, le Portrait de Fernando Viscaí de Joaquín Sorolla y Bastida, etc.

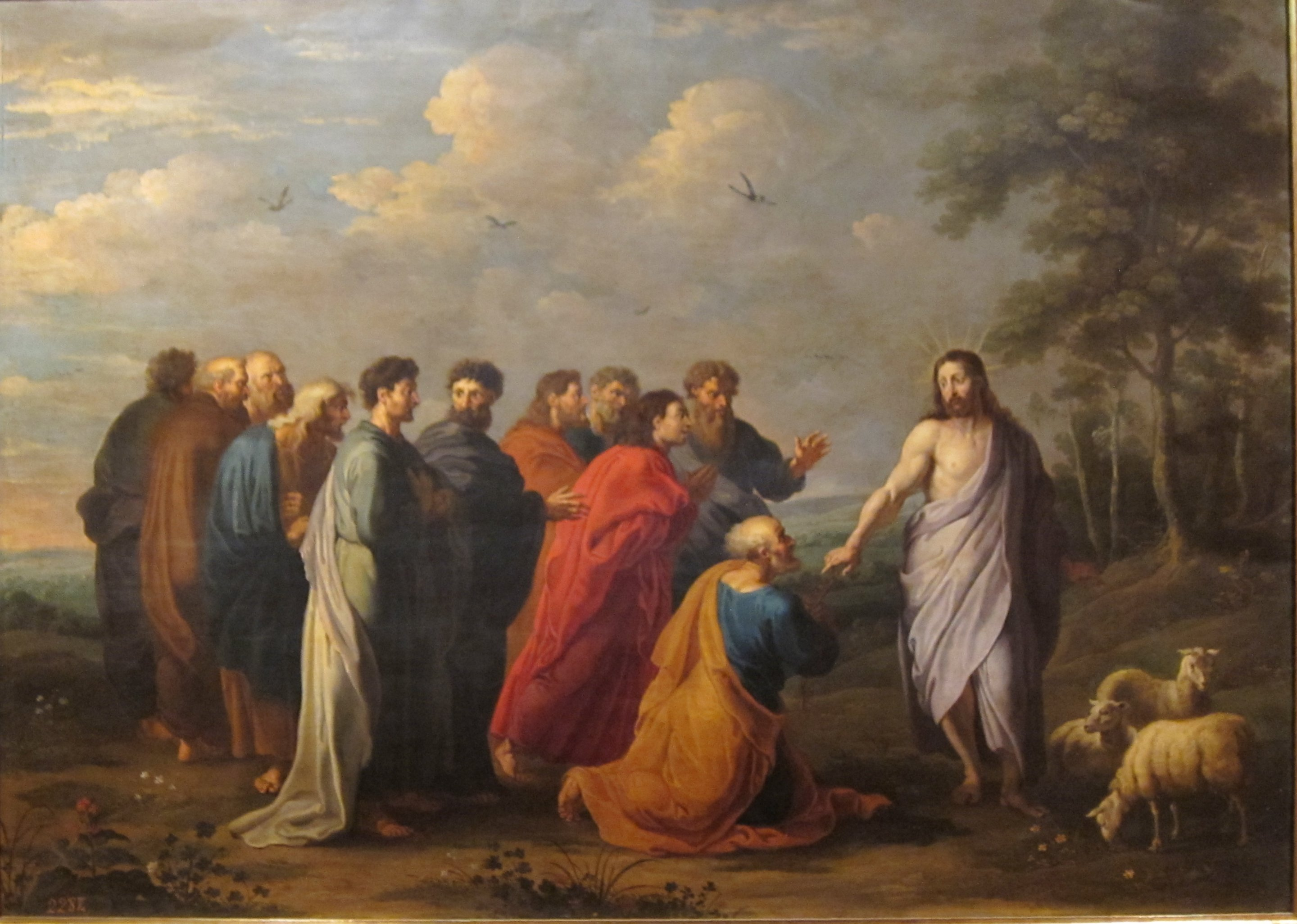
La Fondation de l'Église de Willem van Herp (dépôt du Prado).
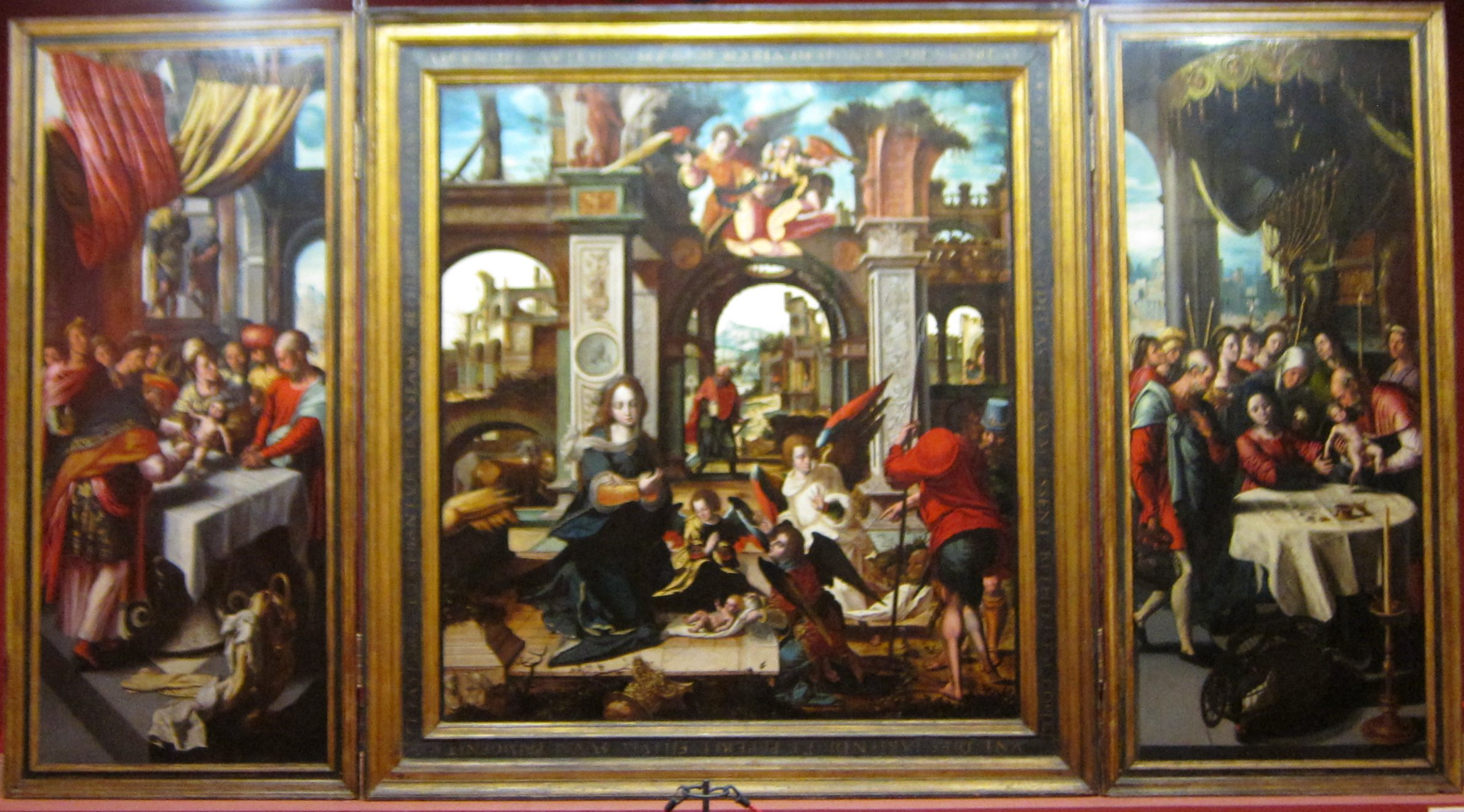
Triptyque de Nava y Grimón de Pieter Coecke van Aelst (546).
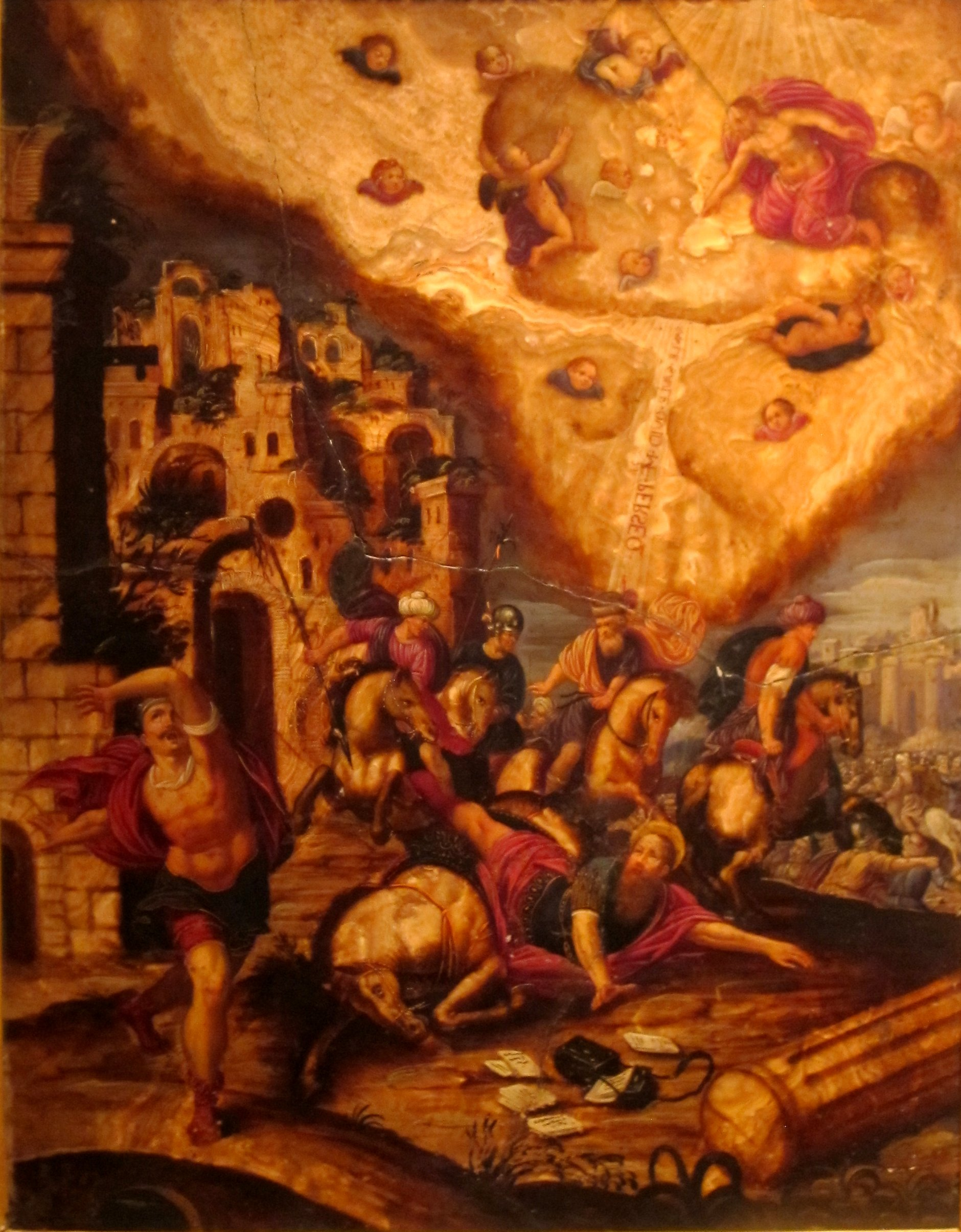
La Conversion de saint Paul, anonyme du XVIe siècle.
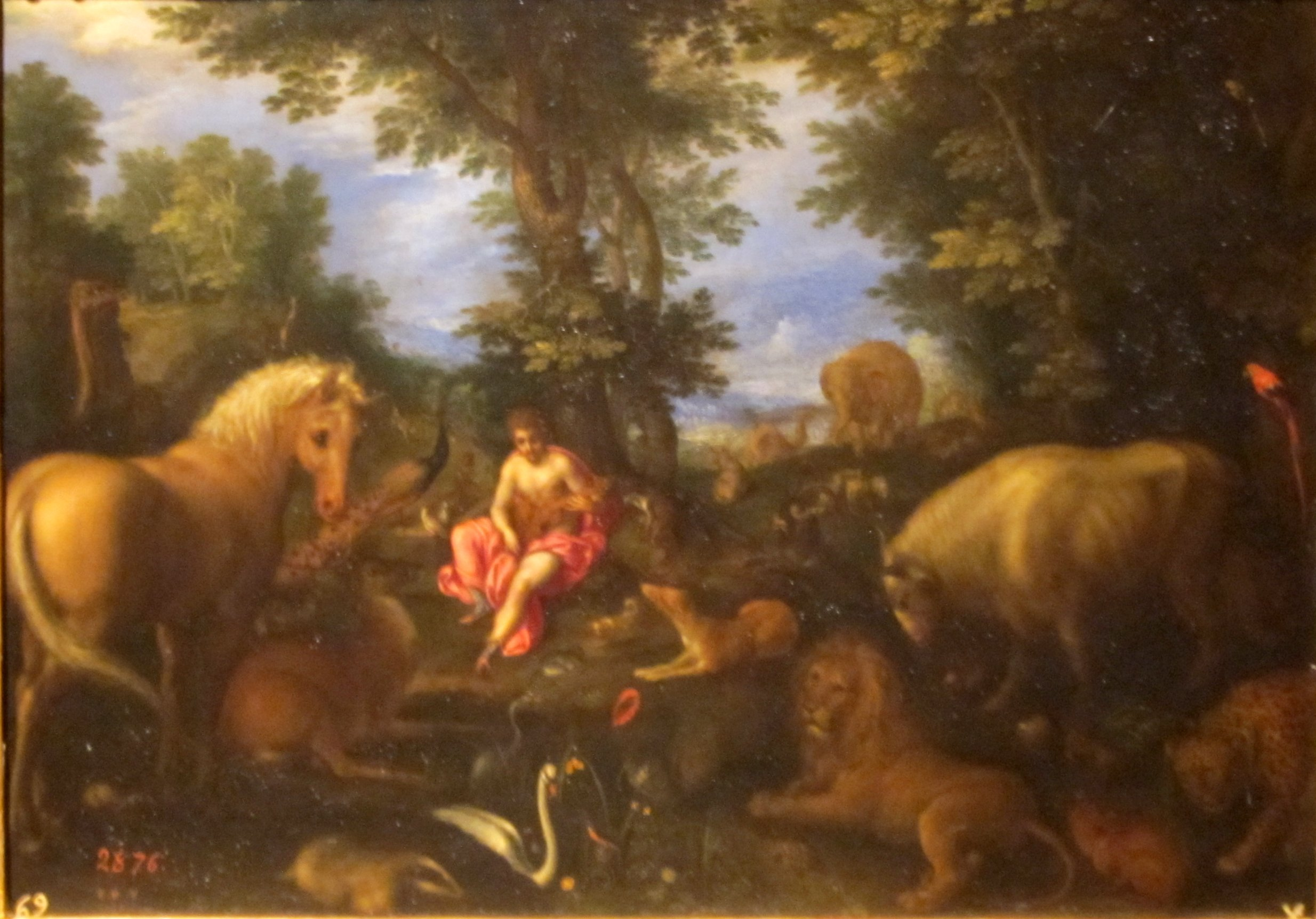
Orphée de Jan Brueghel l'Ancien.

### Sources
- (es) Cet article est partiellement ou en totalité issu de l’article de Wikipédia en espagnol intitulé « Museo Municipal de Bellas Artes de Santa Cruz de Tenerife » (voir la liste des auteurs).